# Conflits de la Période républicaine (Brésil)
La Période républicaine se situe après celle de l'Empire et est divisée en "Vieille République" (1889-1930), "Ère Vargas / Estado Novo" (1930-1945), "Quatrième République" (1945-1964), "Régime Militaire" (1964-1985) et "Nouvelle République" (depuis 1985). Elle a aussi eu ses nombreux conflits, révoltes et insurrections dans l'historique des conflits latino-américains, qui perdurent jusqu'à nos jours à travers la répression des mouvements sociaux, notamment celui de lutte pour le droit à la terre.